# Tratatul de la Eger
Tratatul de la Eger (în germană Vertrag von Eger), numit și Compromisul Principal de la Eger (în germană Hauptvergleich von Eger) sau Pacea de la Eger (în cehă Chebsky miR) a fost încheiat la data de 25 aprilie 1459 în orașul imperial Eger (Cheb), reședința administrativă a pionului imediat al Egerland (Reichspfandschaft Eger). Tratatul a stabilit granița dintre Regatul Boemiei și Principatul Saxoniei pe creasta principală a Munților Metaliferi care se întind de la Eger la râul Elba. Granița a rămas în mare parte neschimbată până în prezent, separând Republica Cehă și Germania, și este, astfel, una dintre cele mai vechi frontiere încă existente în Europa.

## Context
La acel moment, principele Wettinului Frederick al II-lea al Saxoniei și fratele său Wilhelm al II-lea de Thuringia a rearanjat dominioanele lor la Împărțirea Altenburgului din 1445 și ca urmare a Războiului Fratricid Saxon. În 1432 Frederick a ajuns deja la un acord de pace separat cu husiții din Boemia.
După moartea regelui habsburghez Albert al II-lea al Germaniei, liderul utraquist George de Poděbrady a fost ales regent al Boemiei de catre nobili locali în 1448, În ciuda rezistenței suporterilor catolici ai fiului minor al lui Albert și moștenitorul la tron Ladislau Postumul, conduși de pârcălabul Meinhard de Neuhaus. În războiului fratricid saxon, George l-a susținut fratele mai mic, William. După moartea subită a lui Ladislau, el a fost încoronat rege al Boemiei de către nobilimea utraquistă în 1458, William fiind și el un candidat pentru succesiune.

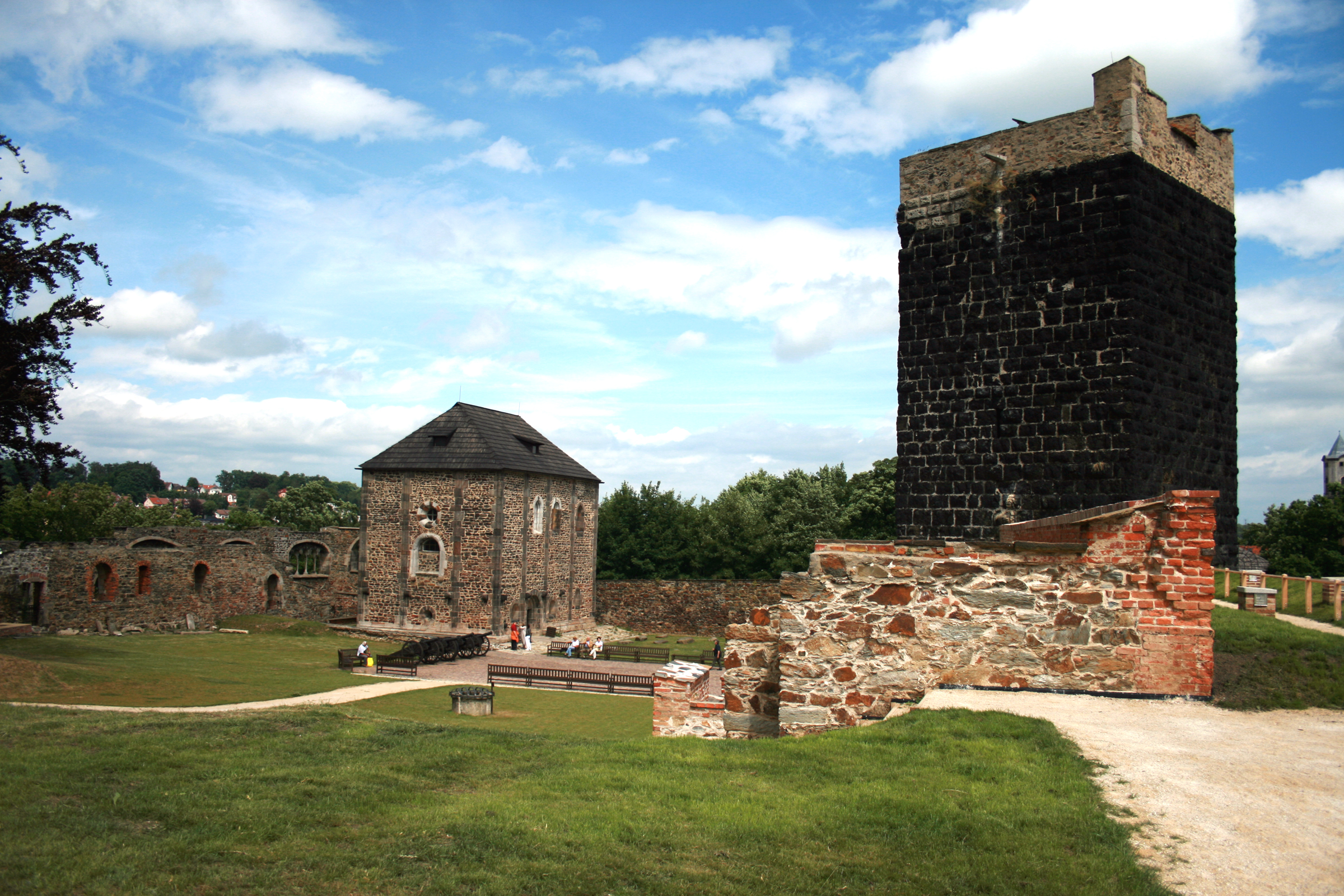
Ruinele Castelului Cheb

## Acordul
În 1459 frații Wettin au căzut de acord cu George de Poděbrady că orașele, castelele, piețele și satele aflate la sud de Munții Metaliferi, care anterior aparținuseră Coroanei Boemiei (la fel ca Most, Castelul Rýzmburk de la Osek și Duchcov), împreună cu toate organismele seculare și religioase, dobânzile, taxele, etc. aparțineau moșiilor regelui George, în timp ce moșiile și castelele situate pe latura de nord, în regiunea Vogtland și fosta Marcă de Meissen ar trebui să fie lăsate principilor saxoni. Prin acest acord, disputele de frontieră care apăreau în mod constant au fost în cele din urmă încheiate. Acestea fiind spuse, unele locuri și dominioane de la nord de Munții Metaliferi au continuat să fie feude ale coroanei din Boemia.

## Urmări
La moartea principelui Frederick al II-lea în 1464, fiul său cel mare Ernest a domnit împreună cu fratele său mai mic Albert. Tărâmul lor cuprindea toate ținuturile Wettin, moment în care unchiul lor, William de Turingia, a murit fără a avea moștenitori de sex masculin, în 1482. Cu toate acestea, prin Tratatul de la Leipzig din 1485, frații au împărțit din nou ținuturile saxone, cu regiunile vestice ale Turingiei și regiunile Vogtland ajungând sub conducerea lui Ernest și estul Meissen sub conducerea lui Albert. George de Poděbrady a trebuit să se confrunte cu rezistența continuă a nobilimii catolice susținută de Papa Paul al II-lea, care l-a desemnat pe Matei Corvin rege al Boemiei în 1469.
Cea mai importantă schimbare la frontiera stabilită prin tratatul 1459 s-a întâmplat în 1546, când ducele Maurice de Saxonia și regele Ferdinand I au împărțit ținutul baronului Schwarzenberg, fosta posesiune a principelui Johann Friedrich, ca parte din prada de război rezultată în urma războiului Schmalkaldic, Boží Dar și Horní Blatná trecînd la Boemia.